# Gaudium et spes
Gaudium et spes (Alegría y esperanza) es el título de la única constitución pastoral del Concilio Vaticano II. Trata sobre «la Iglesia en el mundo contemporáneo». Fue aprobada por los padres conciliares el 7 de diciembre de 1965 y solemnemente promulgada por el papa Pablo VI ese mismo día.
Se logró aprobar tras varios años de trabajos de la asamblea conciliar propiamente dicha y de las comisiones que se fueron subsiguiendo en la formulación de la redacción, ya que las temáticas que afrontaba eran de especial actualidad en esos años del siglo XX.

## Contenido
El documento se divide en dos partes llamadas: «La Iglesia y la vocación del hombre» y «Algunos problemas más urgentes». A petición de los padres conciliares se incluyó una nota en el inicio del documento explicando la naturaleza de una constitución pastoral. El proemio consta de tres apartados y la «exposición introductiva» de seis. 
Los tres primeros capítulos de la primera parte tratan sobre el hombre (antropología cristiana) y preparan el camino para la cuarta parte que presenta la posición que la Iglesia quiere asumir ante el mundo y el hombre. 
La segunda parte está redactada con una lógica de considerar los problemas principales desde los propios de la familia hasta los más generales o que interesan a toda la humanidad. Desarrolla la visión cristiana de seis cuestiones fundamentales: el matrimonio y la familia, la cultura, la vida económico-social, la comunidad política, la paz (y la guerra) y, finalmente, la comunidad internacional.

## Historia del texto
Ya en las orientaciones dadas anteriormente al concilio por Juan XXIII se encontraba no la respuesta a una herejía o cisma dentro de la Iglesia, como había ocurrido en la celebración de los anteriores concilios en la Iglesia católica sino más bien lo que el Papa consideraba que la Iglesia debía aportar al mundo:

[Il concilio] dovrà riuscire a tal punto da investire di luce cristiana e penetrare di fervorosa energia spirituale non solo l'intimo delle anime, ma ancora la massa collettiva delle umane attività.
[El concilio] tendrá que alcanzar este objetivo de tal manera que logre revestir de luz cristiana y penetrar de fervorosa energía espiritual no solo el interior de las almas, sino también la masa colectiva de las actividades humanas.
Constitución apostólica Humanae salutis de convocatoria oficial del Concilio Vaticano II

Aun cuando las comisiones de la Curia que elaboraron los esquemas a discutir durante el concilio no tomaron en cuenta esta intención del Papa, los Padres conciliares retomaron el tema en el mensaje a la humanidad que firmaron el 20 de octubre de 1962. 
Tras la intervención del Cardenal Suenens del 4 de diciembre de 1962, se tomó partido por la elaboración de un esquema sobre la Iglesia que tuviera en cuenta los aspectos ad intra y ad extra. De hecho, Suenens había propuesto incluso la creación de un Secretariado para los problemas del mundo contemporáneo. En enero de 1963, la nueva propuesta de esquema del De Ecclesia (que luego será la constitución dogmática Lumen gentium incluía un capítulo extra, el 17: De Ecclesiae principiis et actione ad bonum societatis. Se pidió además a la comisión doctrinal y a la del apostolado de los laicos que se encargaran de la redacción del texto que desde entonces será conocido como el esquema 17.
Las comisiones trabajaron durante los meses de febrero y marzo en un texto que debía contener un proemio y seis capítulos. Luego se envió a los padres conciliares para que lo revisaran antes del inicio de las sesiones. Las anotaciones llegaron durante el mes de abril: aun cuando se había permitido la participación de los laicos en la elaboración del texto algunos se lamentaban por la ausencia de mujeres. Para el 25 de mayo el texto entraba de nuevo a la comisión mixta con las correcciones sugeridas por los padres y con un nuevo título: De Ecclesiae praesentia et actione in mundo hodierno. Sin embargo, la discusión se prolongó y la conclusión era que el texto no estaba preparado para discutirse en aula. Se hizo un intento introduciendo algunos cambios y el esquema 17 fue entregado a la comisión de coordinación el 4 de julio de 1963 con el título: De praesentia efficaci Ecclesiae in mundo hodierno. 
La comisión de coordinación criticó todavía el texto, especialmente el Cardenal Suenens que subrayó la importancia de la materia y alabó lo realizado hasta ese momento aun considerándolo insuficiente:

A mio giudizio il testo proposto è certamente migliore in confronto alla sua redazione anteriore e contiene ottimi paragrafi; esso tuttavia ancora non è adatto ad essere presentato al Concilio.
En mi opinión el texto propuesto ciertamente es mejor en relación con su redacción anterior y contiene óptimos párrafos; sin embargo, todavía no resulta adaptado a ser presentado al Concilio.
Tucci (1966:37)

Así, el 5 de julio de 1963, Suenens anuncia que la tarea de corregir el texto será confiada a personas de confianza, un grupo restringido de expertos. Estos peritos se reunieron en Malines del 6 al 8 de septiembre presididos por Mons. Gérard Philips a quien se le encargó la redacción de un nuevo texto que fuera una especie de instrumentum laboris para los trabajos del grupo. Este texto fue discutido el 17 de septiembre siguiente y corregido por el grupo de expertos. Se llamaba: Adumbratio schematis XVII: De activa praesentia Ecclesiae in mundo aedificando.
La siguiente sesión conciliar comenzaba el 29 de septiembre. El Papa Pablo VI en su discurso inaugural aunque no mencionó el hecho de que se debía discutir tal esquema, sí indicó que se trataría esa temática:

il Concilio cercherà di lanciare un ponte verso il mondo contemporaneo! […] così voi avete subito voluto non già trattare le vostre cose, ma quelle del mondo; non già aprire il dialogo fra voi stessi, ma aprirlo col mondo.
¡El concilio buscará lanzar un puente hacia el mundo contemporáneo! […] De esa manera inmediatamente habéis querido tratar no de vuestras cosas, sino de las del mundo; no abrir el diálogo entre vosotros mismos, sino abrirlo con el mundo.
AAS 55 (1963), p. 854-855

Sin embargo, hasta fines de noviembre, la comisión mixta no revisó el texto propuesto por los expertos con la dificultad añadida de tener todavía los dos esquemas (oficialmente el esquema anterior no había sido rechazado). El parecer de la comisión fue negativo para un texto considerado demasiado teológico y alejado de los problemas del hombre contemporáneo. Entonces mons. Georges Pelletier propuso la creación de una subcomisión formada por tres miembros de la comisión doctrinal y tres de la comisión para el apostolado de los laicos. Así se creó la llamada «subcomisión central» que comenzó sus trabajos el 30 de diciembre. 
Para enero de 1964 se contaba con un nuevo texto escrito en francés y a fines del mes ya contaba con el parecer positivo de la subcomisión que todavía lo discutió en febrero en la ciudad de Zúrich. El texto se llamaba La participation active de l'Eglise à la construction du monde. Se creó un pequeño equipo de peritos que mejorarían la redacción del texto. El texto se dividió en un capítulo que formaría parte del De Ecclesia y otro, un anexo, con instrucciones más concretas que debía aprobarse aparte pero sin discusión en el Concilio. Este esquema se llamaba Ecclesia in mundo huius temporis y comenzaba con las palabras Gaudium et luctus, spes et angor hominum huius temporis. 
Tras diversas correcciones propuestas por la subcomisión, el esquema fue discutido por la Comisión mixta los días 4 al 6 de junio de 1964 donde se discutió más la relación del esquema con el anexo y se aprobó que fuera sometido al juicio de la comisión de coordinación. Esta, el 26 de junio de 1964 aprobó el texto para que fuera entregado a los padres conciliares, decisión que fue confirmada por el Papa Pablo VI el 3 de julio siguiente. Desde ese momento, el texto era ya conocido como «esquema 13». A mediados de julio fue enviado a todos los participantes del concilio y se requería el envío de anotaciones por escrito antes del 1 de octubre con el fin de preparar un texto ya emendado. Las discusiones continuaron y llevaron a una serie de cambios y precisiones. 
La discusión en aula del texto y del anexo –aunque no se permitía en teoría la discusión del anexo, lo cierto es que algunos padres lamentaron en sus intervenciones su existencia «separada» e «incontrolable» (véase la intervención de Mons. John Heenan)– se prolongó del 20 de octubre al 5 de noviembre de 1964 y luego fue retomada el 9 y 10 de noviembre. Las intervenciones de 169 padres supusieron un texto de 800 páginas de correcciones o comentarios que la comisión mixta debía tomar en cuenta para recomponer el esquema, ya que en la votación del 23 de octubre el esquema había sido aprobado como base de trabajo. La subcomisión fue ampliada con miembros de otras culturas y sensibilidades. En este momento entró a participar en los trabajos el obispo Karol Wojtyła, aunque no está claro cuál fue su papel exacto en la redacción. Las comisiones creadas se pusieron a trabajar en el texto incorporando en varios casos el texto de los anexos al cuerpo del documento aun cuando todavía se pensaba en publicar aparte lo que quedara de tales anexos. 
Del 31 de enero al 6 de febrero de 1964 se reunió la subcomisión alargada presidida por el cardenal Fernando Cento y llevó a cabo importantes cambios en el texto aprobado. Desde el 8 hasta el 13 de febrero la subcomisión revisó el trabajo realizado y se encargó al padre Pierre Haubtmann la redacción final que unificara el estilo, ya que las diversas partes provenían de distintos documentos, esquemas o anexos. 
La comisión mixta recibió el texto y lo revisó en sus reuniones que se desarrollaron del 29 de marzo al 7 de abril. Mons. Philips presentó a la asamblea la nueva redacción con los elementos que habían guiado los trabajos de ese último período. Especial atención y modificaciones recibió el párrafo dedicado al ateísmo, el matrimonio y la paz. Aun cuando se discutió el tema de qué tipo de documento era el esquema elaborado e incluso se llegó a la propuesta de enviarlo como «constitución pastoral» no se llegó a una conclusión sobre cómo presentarlo. Tras las nuevas correcciones de forma, el texto fue concluido a fines de abril. Se llamaba: Schema XIII: Constitutio pastoralis De Ecclesia in mundo huius temporis.
El 11 de mayo, mons. Emilio Guano presentó la constitución a la comisión de coordinación. La comisión tras breve deliberación aprobó el texto y el título de «constitución pastoral». Entonces se mandó imprimir y hacer llegar a los padres conciliares a mediados de junio. Se iniciaron inmediatamente las discusiones y trabajos en grupo de los diversos episcopados. También se tradujo el texto a las lenguas modernas aunque con la intención de clarificar partes ya que, como había indicado la secretaría del Concilio, el único texto a discutir en la asamblea era el latino.
El 14 de septiembre, mons. Garrone presenta el esquema a los padres conciliares en aula. La votación del esquema en cuanto tal obtuvo 2111 votos a favor (de 2157) por lo que se pasó inmediatamente al examen y votación de cada parte del documento. Entonces se discutió la oportunidad de llamar «constitución pastoral» al esquema, el tema del ateísmo, la forma de presentar a la humanidad en la primera parte. En total se reunieron 470 páginas de intervenciones o propuestas sea dichas en aula sea enviadas por escrito.
Del 19 al 30 de octubre la comisión mixta trabajó ininterrumpidamente y luego se introdujeron los cambios, teniendo listo un texto que se presentó a la asamblea el 12 de noviembre siguiente. El principal cambio es el capítulo sobre el ateísmo que, prácticamente, fue hecho de nuevo. Se hizo nuevamente una votación por capítulos que dio como resultado una serie de nuevos votos iuxta modum (2447) que debían ser analizados por la comisión mixta. La sola reunión de tales propuestas dio un total de 220 páginas que debían ser analizadas con detalle. Los aspectos más debatidos continuaban siendo el capítulo sobre el ateísmo, sobre el matrimonio y el tema de la paz y la guerra. Se aprobó también el título de «Constitución pastoral» aun cuando 541 padres conciliares no estaban de acuerdo con él. 
Para el 2 de diciembre se pudo presentar a la asamblea conciliar una nueva propuesta que tomaba en consideración las correcciones que la comisión mixta consideró apropiadas. La votación se realizó dos días después para los diversos capítulos: nuevamente los que obtuvieron mayor disenso fueron los del matrimonio (140 votos en contra) y de la paz (144). La votación del entero esquema se realizó el 6 de diciembre: hubo 2111 votos a favor y 251 en contra (de 2373 votantes).
Al día siguiente, se hizo la votación solemne que obtuvo una aprobación mayor (2309 a favor, 75 en contra y 7 anulados). Pablo VI promulgó solemnemente la Constitución pastoral «Gaudium et spes» y ofreció un discurso sobre sus aspectos principales.